# Kinetics Internet Protocol
Kinetics Internet Protocol (KIP) ist ein Netzwerkprotokoll zum Verkapseln und Routing- von AppleTalk-Datenpaketen über IP. Es steuert auch die Routingtabellen. Es ist „Ein älteres Protokoll zur Vergabe von IP-Adressen innerhalb von AppleShare-Netzen.“

## Hintergrund
Die Technik der Transmission Control Protocol/Internet Protocol wurde an der Stanford University erfunden und von der Kinetics, Inc. aus Lake Mary in Florida unter dem Namen „Kinetics Internet Protocol“ vertrieben, die auch eine der ersten „LocalTalk to Ethernet gateways“ (Kinetics FastPath) entwickelt hatten. Das KIP wurde von Apple übernommen und zum MacIP-Protokoll weiterentwickelt. Zu den Entwicklungen zählte auch das „Kinetics--Style Addressing and Routing“ (K-STAR), das eine flexibles IP-Addressirungschema für AppleTalk-Geräte bereitstellte. Dabei wird eine sogenannter Tunnel verwendet, eine Punkt-zu-Punkt-Netzwerkverbindung zwischen zwei Kapselungsgeräten. Wenn zwei LocalTalk-to-Ethemet-Router eine KIP-Kapselung von LocalTalk-Paketen in IP-Paketen durchführen, so bilden sie über das IP-Netzwerk einen solchen Tunnel.